# Fédération européenne du textile, de l’habillement et du cuir
La Fédération européenne du textile, de l’habillement et du cuir (FETHC, en anglais : European Trade Union Federation : Textiles, Clothing, Leather, ETUF TCL) est l'ancienne fédération syndicale européenne des travailleurs de l'habillement, du textile et du cuir. Créée en 1963 et dissoute en 2012, elle était affiliée à la Confédération européenne des syndicats et à la Fédération internationale des travailleurs du textile, de l'habillement et du cuir.